# 黙仙寺

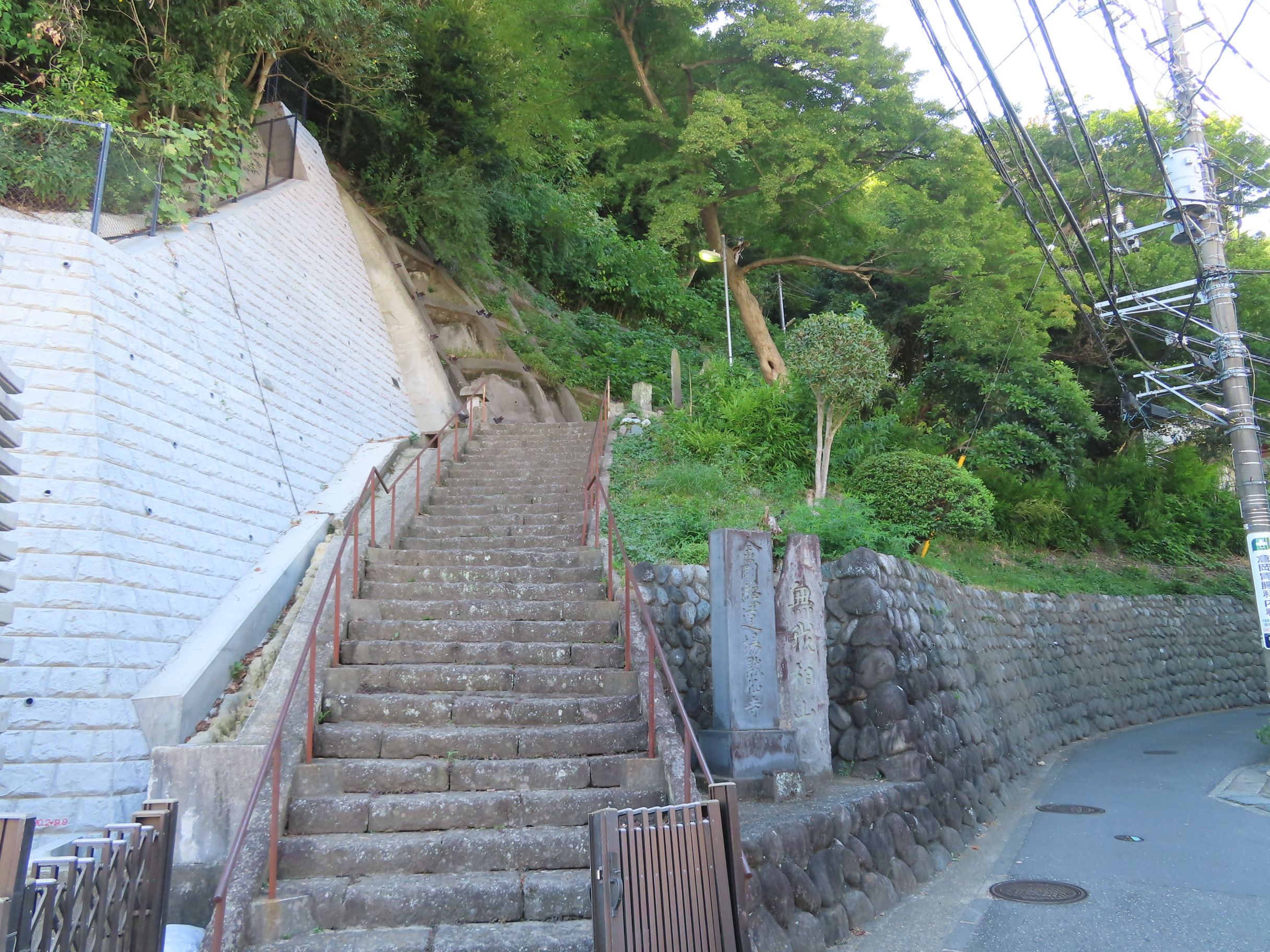
黙仙寺参道

黙仙寺（もくせんじ）は、神奈川県鎌倉市にある曹洞宗の寺院。

## 歴史
1909年（明治42年）、浜地八郎の開基である。静岡県にあった「祐昌寺」を移転させ、名称変更する形で創建された。開山は維室黙仙であり、これが寺号の由来となっている。
隣の大船観音寺とは密接な関係にあり、白衣観音像「大船観音」の建立に深く関わってきた。大船観音寺の所属宗派が同じ曹洞宗なのも、これが理由である。

## 交通アクセス
- 大船駅より徒歩3分。